# زمین‌لرزه ۱۳۹۲ گوهران
زمین لرزه بشاگرد یا گوهران در شهرستان بشاگرد ، زمین‌لرزه‌ای (به بزرگی ۶٫۲ در مقیاس بزرگای گشتاوری بنا به گزارش موسسه ژئوفیزیک دانشگاه تهران) بود که ساعت ۶ و ۳۸ دقیقه روز ۲۱ اردیبهشت ۱۳۹۲، (در عمق ۱۵ کیلومتری زیر زمین بنا بر گزارش مرکز لرزه‌نگاری کشوری) در نزدیکی شهر گوهران از توابع شهرستان بشاگرد در استان هرمزگان رخ داد.